# Fernando de Lacerda
Fernando Paiva de Lacerda, mais conhecido como Fernando de Lacerda, era médico e importante militante e dirigente do Partido Comunista Brasileiro nos anos 20 e 30. Foi seu secretário-geral entre 1931 e 1932 e delegado ao VII Congresso da Internacional Comunista (Comintern) em 1935. Era irmão de Maurício Paiva de Lacerda.

## Biografia
Filho de tradicional família de Vassouras, cidade do interior do Estado do Rio de Janeiro, Fernando Paiva de Lacerda nasceu em 29 de julho de 1891. Seu pai era o político e jurista Sebastião Eurico Gonçalves de Lacerda, Ministro da Viação e Obras do governo de Prudente de Moraes, e Ministro do Supremo Tribunal Federal, de 1910 até a data de sua morte. Sua mãe, Maria da Glória Paiva de Lacerda, morreu quando Fernando e seus irmãos, Maurício e Paulo, ainda eram crianças.
Fernando iniciou sua militância política em 1925, ano de seu ingresso no Partido Comunista do Brasil (PCB), levado por seu irmão, Paulo Lacerda. Até  então, apesar de ter pai e irmãos participando ativamente dos acontecimentos políticos durante a República Velha, Fernando Lacerda não se dedicava a nenhuma atividade política, cuidando da família, da saúde do pai enfermo e exercendo a medicina no Serviço Público do Distrito Federal, localizado então no Rio de Janeiro.
Três anos após sua entrada no partido, Fernando Lacerda foi eleito no III Congresso do PCB para o Comitê Central. Com a viagem de Astrojildo Pereira - secretário-geral do PCB - para a URSS, o posto passou a ser ocupado, alternadamente, por várias líderes, entre eles os irmãos Paulo e Fernando. É um período em que o PCB cresce e se consolida. É quando ocorre, também, a primeira prisão de Fernando de Lacerda, detido pela polícia na sede do Bloco Operário e Camponês (BOC), em junho de 1929.
Sob a influência direta do Bureau Sul-americano da Internacional Comunista, o PCB entra na sua fase obreirista. É um período de transformações profundas na política do partido, o que provoca uma série de rachas e o afastamento de antigas lideranças, como a de Astrojildo Pereira, que se desliga do partido após ser destituído da secretaria-geral. Este é substituído por Heitor Ferreira Lima e, posteriormente, por Fernando Lacerda que fica no cargo entre junho de 1931 e maio de 1932, quando é destituído da secretaria-geral e do politburo do PCB.
Foi uma época também bastante conturbada na vida pessoal de Fernando Lacerda. Seu irmão Paulo, após ser preso no Rio Grande do Sul e submetido a torturas, perde a razão e é encontrado vagando numa cidade do Uruguai. Sua mulher Erecina Borges de Lacerda, militante do partido que chegou a fazer parte do CC, o deixa e segue para o exterior na companhia de um dirigente do Partido Comunista dos Estados Unidos. Para completar o quadro de tragédias pessoais, após a separação, Fernando perde seu filho caçula, Vladimir Lênin de Lacerda. Profundamente abalado e impedido de trabalhar  devido à perseguição policial, Fernando é aposentado do serviço público do Distrito Federal como “gravemente enfermo“, graças à intervenção do Prefeito Pedro Ernesto. 

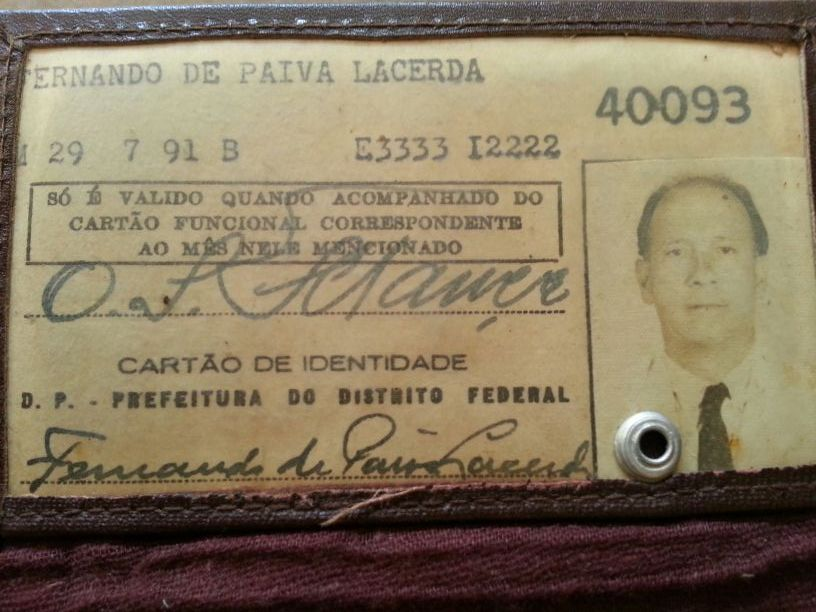
Fernando de Lacerda - carteira profissional

Preocupado com a possibilidade de ter o mesmo destino do irmão, com três filhos para criar e em conflito com a cúpula do PCB, que gostaria de vê-lo afastado do partido, ele decide viajar com os filhos para a URSS, pagando a viagem com seus próprios recursos. 
Assim, em abril de 1935, Fernando e seus filhos, Maud, Fernanda e Sebastião, embarcam no navio Raul Soares com destino à França. Ao desembarcarem na Normandia, vão para Paris. De Paris, seguem de trem até Moscou, onde chegam em fins de maio após atravessar a Alemanha nazista e a Polônia. Depois de alguns meses no hotel Lux, local onde se hospedavam dirigentes comunistas do mundo inteiro que chegavam à capital soviética, as crianças foram para um internato destinado a filhos de líderes comunistas estrangeiros, localizado na cidade de Ivanovo, a cerca de 250km da capital soviética. Fernando de Lacerda permaneceu em Moscou como representante do PCB na Internacional Comunista (IC).
Com a guerra já tomando conta da Europa e se aproximando das fronteiras soviéticas, Fernando Lacerda deixa a Moscou e seus filhos em dezembro de 1940, para fazer o caminho de volta ao Brasil. Com a missão de fortalecer a união nacional na luta contra o nazifascismo, Fernando segue em direção ao oceano Pacífico pela ferrovia transiberiana. Ao seu lado, segue outro dirigente do PCB, Roberto Morena. Na viagem, Fernando passa pelo Japão, pelo México e pelo Chile, até se estabelecer por um período mais longo em Buenos Aires, capital da Argentina, onde aguarda a oportunidade de voltar ao Brasil ao lado de outros exilados brasileiros. Em setembro de 1942, quando o governo brasileiro declara guerra às Potências do Eixo nazifascista, Fernando Lacerda e companheiros de partido, atravessam a fronteira e se oferecem como voluntários para lutar pelo Brasil na guerra. 
De volta ao país, Fernando foi preso ao pisar no solo brasileiro. Mas permanece detido por pouco tempo, pois não existiam acusações contra ele. Na capital federal, encontra o PCB esfacelado pela repressão do Estado Novo, com poucas lideranças ainda em liberdade. A maior parte dos antigos dirigentes do partido encontrava-se presa ou, então, havia sido morta. O partido, praticamente, inexistia. Entretanto, enquanto a Internacional Comunista (IC) era extinta pela URSS, uma incipiente tentativa de reorganização do PCB era levada adiante por alguns comunistas.
Em maio de 1943, Fernando Lacerda foi preso junto com o jornalista Samuel Wainer, após dar entrevista para a revista “Diretrizes“, dirigida por Wainer. A entrevista causou grande furor, tanto no governo, devido à quebra da censura prévia feita pelo Departamento de Imprensa e Propaganda (DIP), como entre os membros do PCB. Na entrevista, Fernando Lacerda defendeu posições contrárias às de boa parte dos dirigentes partidários, como a não reorganização do partido naquele momento. Para Fernando, que chegara com essa incumbência ao Brasil, deveria ser dada prioridade total à guerra contra o nazifascismo e a reorganização do partido ficaria em segundo plano. Por sua postura, mais tarde, Fernando Lacerda foi acusado de liqüidacionismo pela cúpula partidária.
Com o fim da guerra e a saída de Getúlio Vargas do poder, os filhos de Fernando regressam ao Brasil e o PCB participa das primeiras eleições livres de sua história, obtendo expressiva votação e representatividade. Porém, menos de dois anos depois, o partido é posto na ilegalidade. Luis Carlos Prestes, sua liderança máxima, vai para a clandestinidade, de onde só sairia em 1958. O PCB passa a ser dominado por um pequeno grupo sectário que age com uma completa subserviência à linha traçada pelo PCUS e com extremo rigor com quem discordava dessa linha. Fernando Lacerda, então suplente do Comitê Central, entrou diversas vezes em atrito com a direção do partido, culminando com a sua “condenação“ pelo IV Congresso do PCB, realizado em agosto de 1954, quando é excluído da condição de candidato a membro do CC e tem seu caso entregue a Comissão Central de Controle do partido. 
Com as denúncias contra o stalinismo feitas por Kruschev durante o XX Congresso do PCUS, em 1956, o PCB é forçado a se abrir para permitir o debate em suas fileiras. No início de 1957, Fernando Lacerda publica uma série de artigos no jornal do partido, Imprensa Popular. Nelas, faz autocrítica a certas posições que assumiu anteriormente, especialmente durante po período obreirista do partido, e criticando o culto à personalidade no PCB, que, segundo ele,levou a diversos erros ao "endeusar" a figura de Prestes.

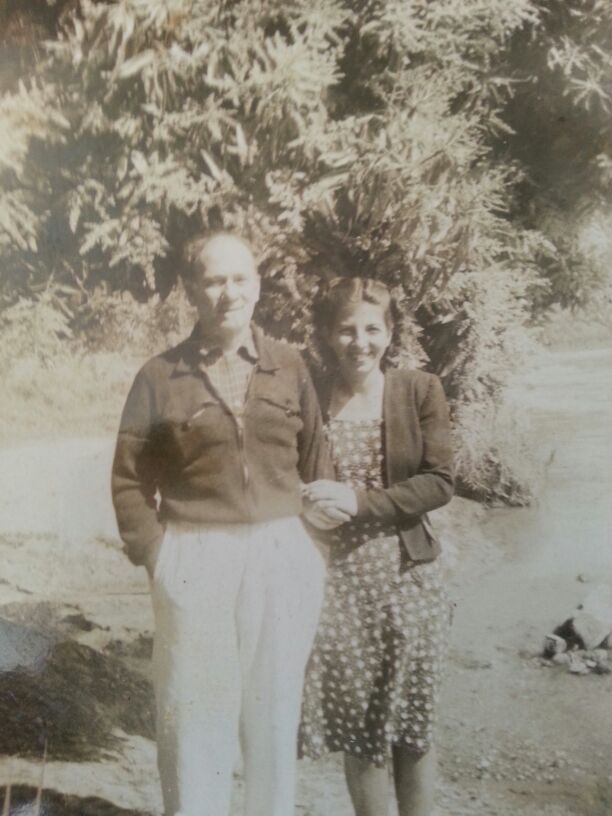
Fernando de Lacerda e a filha Fernanda

Em 20 de dezembro de 1957, após mais de 30 anos dedicados ao PCB, Fernando de Lacerda morre no Rio de Janeiro devido a complicações pós-operatórias. 